# بوليفارد الملكة اليزابيث

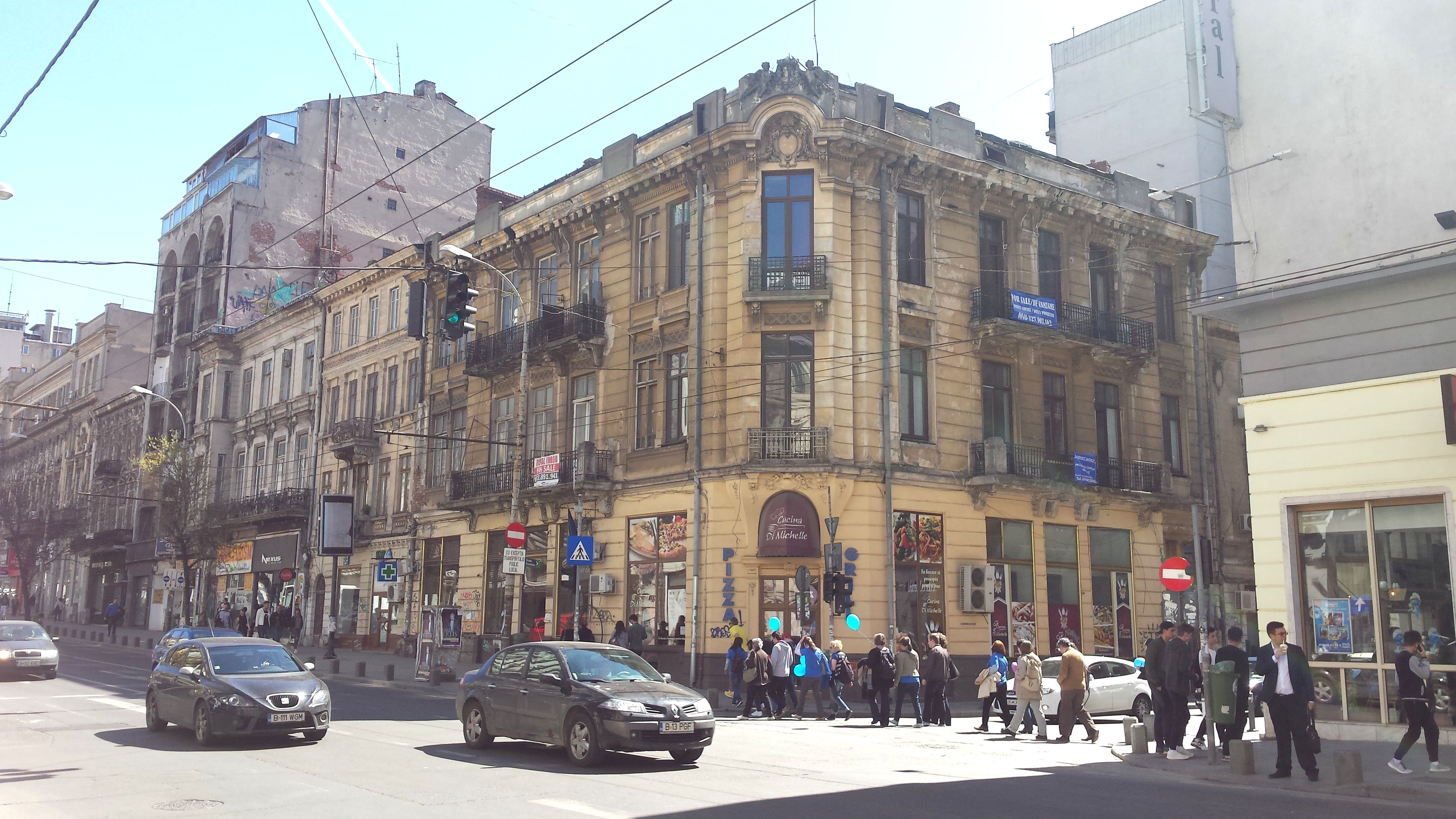

بوليفارد الملكة اليزابيث (بالرومانية: Bulevardul Regina Elisabeta) يقع في القسم الخامس في بوخارست، رومانيا. ويمتد من ساحة الجامعة حتى ساحة ميهايل كوغليتشانو.

## النقل والمواصلات
- محطة الميترو: يونيفرستاته.[1]
- محطات الحافلة والحافلة الكهربائية: تمُر عدد خطوط فيها منها الأرقام التالية:66،69،70،85،90،137،336. وتتواجد المحطات بالقرب من حديقة تشميجيو ومن جامعة بوخارست.[2]